# Dicranopteris nervosa
Dicranopteris nervosa là một loài dương xỉ trong họ Gleicheniaceae. Loài này được Kaulf. Maxon mô tả khoa học đầu tiên năm 1922.